# Miacetto
Il miacetto (mnacét o miacét in romagnolo cattolichino) è un dolce natalizio tipico della città di Cattolica (provincia di Rimini) a base di frutta secca, zucchero, cruschello (o farina) e miele, e senza alcun tipo di lievito. Il nome deriva dal latino milaceus (= di miglio), da cui i termini migliaccio e miaccio che in diverse regioni d'Italia indicano focacce completamente diverse fra loro, salate o dolci, accomunate solo dall'essere senza lievito. Negli altri territori della Romagna non è conosciuto; solo è presente una preparazione tradizionale che ha alcune somiglianze: il bustreng (Borghi, Montefeltro, alta Valle del Savio).
Viene preparato nelle case - le varie famiglie si tramandano piccole varianti della ricetta - nel periodo natalizio, quando viene anche messo in vendita da pasticcerie e panetterie. 
A Cattolica, oggi come in passato, preparare miacetti e regalarne a parenti e amici è un modo per rinsaldare i legami con le persone.